# Salvador Mejías
Salvador "Salva" Mejías López, deportivamente conocido como Mejías II (Cádiz, 26 de abril de 1963) es un futbolista español retirado, actualmente camarero. Es hermano del también futbolista José Manuel Mejías.

## Trayectoria
Inició su carrera en el año 1982 en el Cádiz, club donde estuvo tanto en primera como en Segunda División y con el que logró dos ascensos a Primera División.
En el año 1986, ficharía por el Real Murcia de Primera División, siendo uno de los jugadores con más partidos en primera de toda su historia.
En el año 1989 se iría al Celta de Vigo, con el que, en 1990 descendería a Segunda División.
En sus últimos años, jugaría en el Elche de Segunda División B y en el San Fernando de Tercera División.

## Clubes
| Club          | País   | Año       |
| ------------- | ------ | --------- |
| Cádiz         | España | 1982-1986 |
| Real Murcia   | España | 1986-1989 |
| Celta de Vigo | España | 1989-1991 |
| Elche         | España | 1991-1992 |
| San Fernando  | España | 1992-1993 |